# Pavla Hamáčková
Pavla Hamáčková (Chomutov, 20 maggio 1978) è un'astista ceca, campionessa mondiale ed europea indoor della specialità.

## Biografia
Fino al 2005 ha gareggiato come Pavla Hamáčková, dal 2006 ha gareggiato come Pavla Rybová a seguito del matrimonio con il connazionale decatleta Jiří Ryba (nei paesi dell'est i cognomi al femminile assumono la desinenza finale "ova").
Ha partecipato ai Giochi olimpici estivi di Sydney 2000 ed Atene 2004.

## Record nazionali
- Salto con l'asta: 4,60 m ( Velenje, 21 giugno 2003) - detenuto sino al 28 agosto 2007.[2]
- Salto con l'asta indoor: 4,64 m ( Bydgoszcz, 14 febbraio 2007) - detenuto sino al 14 febbraio 2007.[3]

## Progressione
Indoor
| Stagione | Risultato (m) | Luogo          | Data       | Rank. Mond. |
| -------- | ------------- | -------------- | ---------- | ----------- |
| 2010     | 4,40          | Potsdam        | 12/02/2010 |             |
| 2008     | 4,53          | Bad Oeynhausen | 29/02/2008 |             |
| 2007     | 4,64          | Bydgoszcz      | 14/02/2007 | 10ª         |
| 2006     | 4,50          | Dresda         | 29/01/2006 |             |
| 2005     | 4,55          | Madrid         | 06/03/2005 |             |
| 2003     | 4,57          | Potsdam        | 07/02/2003 |             |
| 2002     | 4,56          | Liévin         | 24/02/2002 |             |
| 2001     | 4,56          | Lisbona        | 09/03/2001 |             |
| 2000     | 4,43          | Wuppertal      | 04/02/2000 |             |
| 1999     | 4,35          | Maebashi       | 05/03/1999 |             |
| 1998     | 3,95          | Praga          | 21/01/1998 |             |

## Palmarès
| Anno | Manifestazione  | Sede             | Evento           | Risultato | Prestazione | Note                                     |
| ---- | --------------- | ---------------- | ---------------- | --------- | ----------- | ---------------------------------------- |
| 1999 | Universiadi     | Palma di Maiorca | Salto con l'asta | Oro       | 4,25 m      | [ 4 ]                                    |
| 2000 | Europei indoor  | Gand             | Salto con l'asta | Oro       | 4,40 m      |                                          |
| 2001 | Mondiali indoor | Lisbona          | Salto con l'asta | Oro       | 4,56 m      |                                          |
| 2005 | Mondiali        | Helsinki         | Salto con l'asta | Bronzo    | 4,50 m      | Miglior prestazione personale stagionale |
| 2007 | Mondiali        | Osaka            | Salto con l'asta | 21ª (q)   | 4,35 m      |                                          |
| 2008 | Mondiali indoor | Valencia         | Salto con l'asta | 7ª        | 4,50 m      |                                          |
| 2010 | Mondiali indoor | Doha             | Salto con l'asta | 15ª       | 4,20 m      |                                          |